# Alek Wek
Alek Wek (Wau, 16 de abril de 1977) es una supermodelo sursudanesa. Es del grupo étnico dinka de Sudán.
Durante su infancia, vivió en un poblado de Sudán, en el que, junto con su familia, vivía una vida sencilla, en la que las escaseces de dinero si causaban demasiados problemas al parecer. En 1991, huyó de la segunda guerra civil sudanesa con su familia. Se mudó a Gran Bretaña y fue descubierta por un agente en Londres, que a su madre no le inspiraba mucha confianza. Firmó un contrato con la Agencia Ford en el año 1996. A los 20 fue la ganadora del certamen La Modelo del Año de MTV. Apareció en anuncios de Victoria's Secret, Issey Miyake, Moschino y Clinique, y en desfiles de Ralph Lauren, Shiatzy Chen, John Galliano, Chanel, Donna Karan y Jasper Conran.
En 2002 Wek tuvo su primer papel en una película con Las cuatro plumas.